# 337
337 (CCCXXXVII) fue un año común comenzado en sábado del calendario juliano, en vigor en aquella fecha.
En el Imperio romano, el año fue nombrado como el del consulado de Feliciano y Ticiano, o menos comúnmente, como el 1090 Ab urbe condita, adquiriendo su denominación como 337 a principios de la Edad Media, al establecerse el anno Domini.

## Acontecimientos

### Imperio romano
- 6 de febrero: en Roma (Italia), Julio I es elegido papa de la Iglesia católica.
- 22 de mayo: fallece Constantino I el Grande y en su testamento deja el imperio, indiviso, a sus tres hijos Constantino II, Constancio II y Constante y a sus sobrinos Dalmacio y Anibaliano. Acaba la Tetrarquía. Tras el asesinato de estos, Constantino II recibe el gobierno de las Galias y Britania, Constancio II, oriente y Constante se queda con toda Italia y África.
- En septiembre, son ejecutados varios descendientes de Constancio Cloro, así como oficiales del Imperio romano. La responsabilidad por esta purga es negada por los tres Augustos.
- Sapor II de Persia empieza una guerra contra el Imperio romano.

## Nacimientos
- Cromacio de Aquilea, obispo, escritor y santo católico italiano (f. 406/407).
- Fa Xian, peregrino y monje budista.

## Fallecimientos
- 22 de mayo: Constantino I el Grande, emperador romano. Sus hijos Constancio II y Constante I se imponen como emperadores, el primero en la parte oriental y el otro, en la occidental.[1]